# 멱법칙 유체
연속체 역학에서, 오스트발트-드 웰 관계식(Ostwald–de Waele relationship)은 빌헬름 오스트발트 및 아르망 드 웰이 제시한 일반 뉴턴 유체(generalized Newtonian fluid. 시간독립적 비뉴턴 유체)하에서 멱법칙 유체(power-law fluid)의 표현식이다.
이 멱법칙 유체에 작용하는 층밀림 변형력(shear stress) {\displaystyle \tau }는 아래와 같이 주어진다.
{\displaystyle \tau =K\left({\frac {\partial u}{\partial y}}\right)^{n}}
여기서:
- K: 점조도지수(consistency index) (Pa·sn = N·sn/m2)
- ⁠∂u/∂y⁠는 층밀림 힘에 수직한 방향의 속도의 기울기로 표현되는 층밀림 비율이다.
- n: 유동거동지수(behavior index), 무차원

한편 이러한 오스트발트-드 웰 관계식을 만족하는 비뉴튼 유체를 멱법칙 유체라고 한다.

## 유사 소성 유체
유사 소성 또는 층밀림 얇아지기

## 뉴턴 유체
뉴턴 유체

## 팽창성 유체
팽창성 또는 층밀림 두꺼워지기

## 원형 파이프의 속도 프로파일
하겐-푸아죄유 방정식

## 뉴튼 유체의 확장된 표현식
뉴튼 유체에서 오스트발트-드 웰 관계식으로 확장하여 표현하면 아래와 같다.
{\displaystyle \eta =\mu \left\vert {\lambda {\dot {\gamma }}}\right\vert ^{n-1}}
{\displaystyle \mu }는 유체의 점성계수
{\displaystyle \lambda ={{\mu } \over {\tau }}}
{\displaystyle \gamma ={{du} \over {dy}}}
{\displaystyle \eta } 점성도(viscosity)
이러한 비뉴튼 유체 표현식이 뉴튼 유체의 확장된 표현식(generalized newtonian fluid)으로 기술될수있다는 점은 다양한 성질의 유체를 일관성있게 포괄할 수 있다는점에서 중요하다.

## 크로스 유체
오스트발트-드 웰 관계식과 크로스 유체(Cross fluid)
{\displaystyle \eta =\mu _{\infty }+{{\mu _{0}-\mu _{\infty }} \over {1+{\left\vert \lambda {\dot {\gamma }}\right\vert }^{1-n}}}}

## 같이 보기
- 리-아이링 이론
- 구성방정식
- 멱법칙(power law)
- 멱함수(power function)
- 파스칼 (단위)
- 일반화된 뉴턴 유체

## 참고 문헌
- EHL ANALYSIS WITH ACTUAL REE-EYRING MODEL